# Traceria

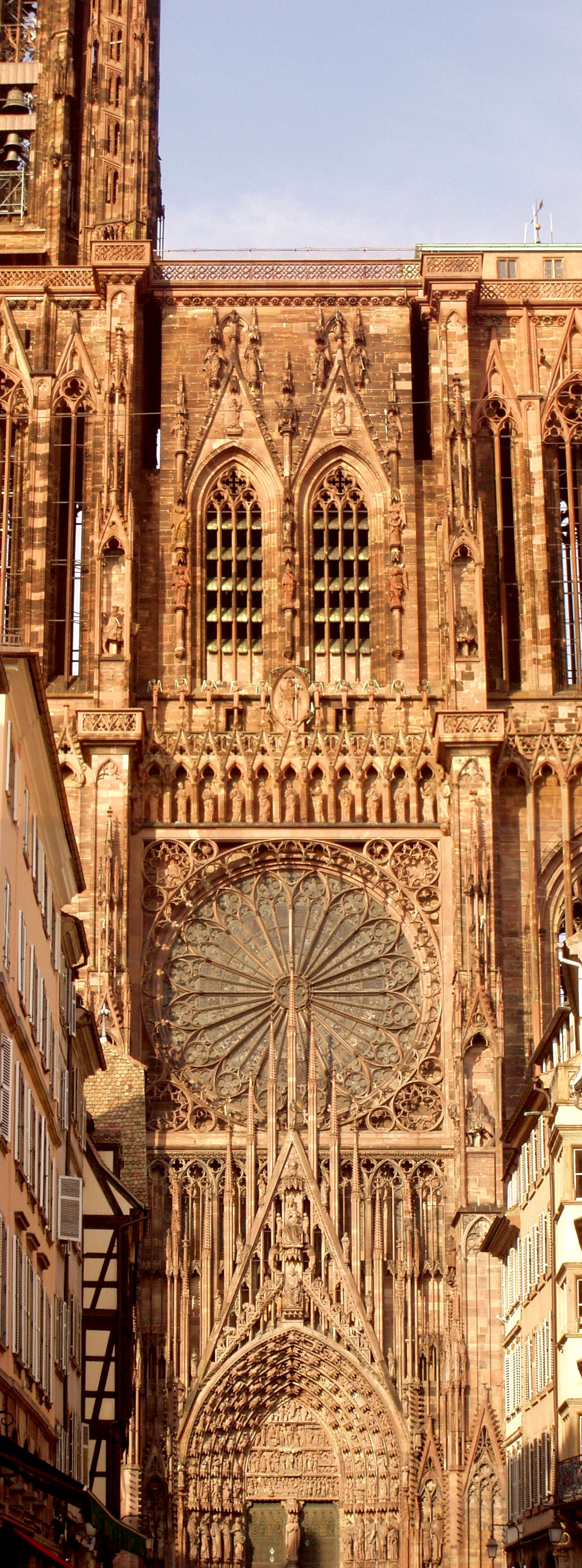
Catedral d'Estrasburg, França.

La traceria és el treball decoratiu en pedra (també de vegades en fusta) compost per elements geomètrics i utilitzat en arquitectura, especialment a les grans obres de l'arquitectura gòtica. Aquest ornament pot subdividir obertures (com en les rosasses) en forma d'espai perforat, o revestir àrees amb formes en relleu tal com ho trobem a les decoracions de finestres, arcs, a ornamentar voltes, gablets i pinacles o per a cobrir superfícies planes com ara panells (de cor per exemple) o parets.

## Història i característiques

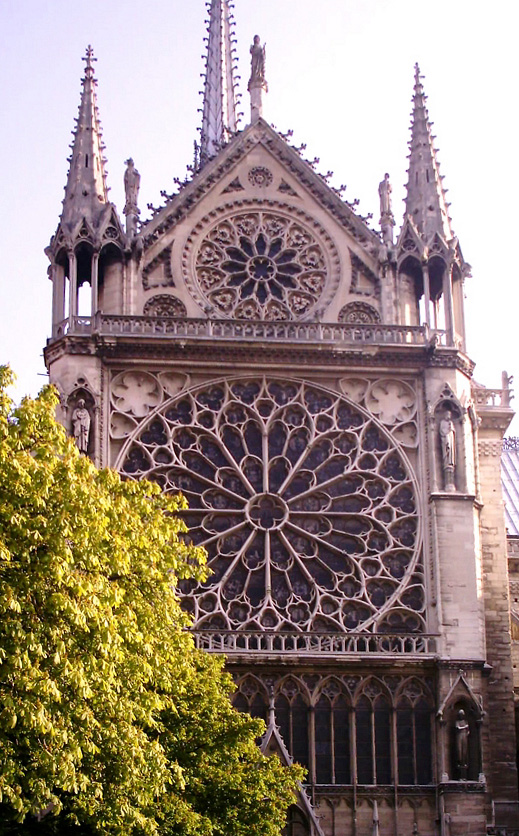
Catedral de Notre-Dame de París, França.

El terme l'utilitza per primer cop Christopher Wren, però la seva aplicació ja es remunta a l'art romànic aplicat a finestra on una circumferència col·locada a la part superior de la fletxa de l'arc forma un lòbul simple. A mesura que les finestres es comencen a subdividir en més parts (per exemple, finestres geminades, de dues llums) es va omplint l'espai entre els arcs apuntats amb traceria.
En l'estil gòtic els lòbuls poden també estar inscrits en quadrats o triangles i les formes geomètriques es tornen més complexes. És normal trobar a la fletxa d'un arc apuntat, lòbuls dels quals les "gemmes" s'estiren en llargs braços acabats, al seu torn, en trilòbuls.
A partir de la segona meitat del segle xiii i durant el segle xiv la tipologia formal es torna més intricada donant lloc a àrees que s'assemblen a filigrana per la seva complexitat. És a França i a les seves catedrals que es troben els més variats exemplars d'aquesta tècnica. Amb el pas del temps les formes es tornen més primes i la composició passa a ser executada conjugant perfils isolats i fins de pedra en comptes de perforar la mateixa superfície. Moltes vegades es tornava necessari reforçar l'estructura prima amb barres de ferro. En aquests moments la seva aplicació ja era molt variada, sense limitar-se a l'encapçalament de finestres.

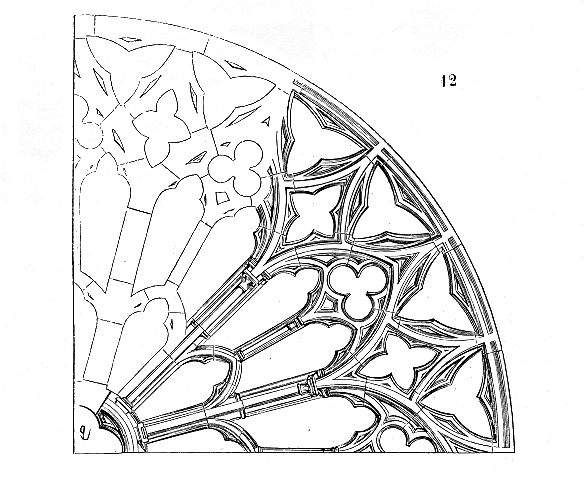
Detall de rosassa del, il·lustració de 1856.

Al darrer quart del segle xiv i durant el segle xv s'accentuen les corbes i les contracorbes afavorint un art més decoratiu, conegut com el gòtic flamíger, del francès flamboyant (flama). A Anglaterra, d'altra banda, es manifesta el seu particular gòtic horitzontal una traceria composta d'elements rectilinis disposats vertical i horitzontalment formant una malla perpendicular el que genera el que es coneix com a façana pantalla. La traceria és visible des de l'interior com des de l'exterior.